# Самая длинная маленькая железная дорога в мире
Самая длинная маленькая железная дорога в мире (BLR) представляла собой временную модель железной дороги длиной 71 милю (114 км) и шириной колеи 1,25 дюйма (32 мм) от Форт-Уильяма до города Инвернесс, двух крупнейших поселений на Шотландском нагорье, проект по запуску модели поезда по Грейт-Глен-Уэй.

## Проект
Проект возглавил Дик Стробридж, MBE, и был поддержан телепроектом с тем же названием, что и железная дорога. Для помощи в реализации проекта также были необходимы производственная группа и сотрудники службы безопасности.

### Управление проектoм
Планирование проекта заняло месяцы. Он был описан как операция дьявольской сложности. Было отобрано 56 добровольцев, которые были признаны необходимыми для участия в проекте. В начале каждого дня проводились встречи по планированию. Были некоторые разногласия, но они были преодолены духом удовольствия и товарищества.

### Команда
Инженеры Клэр Барратт и Адриан Спунер, которые работали над такими телевизионными инженерными проектами, как Scrapheap Challenge и Salvage Squad, также выступали в составе признанной профессиональной команды.
Команда из 56 добровольцев построила и эксплуатировала линию с помощью местных волонтеров.

### Участие сообщества
Местное сообщество, включая Инвернесский и Районный клубы модельных железных дорог, также помогало предприятию в различных точках, предоставив модель станции и замка для прибытия поезда.

### Связанные проекты
Железная дорога Инвергарри и Форт-Огастус, открытая викторианцами в 1903 году и закрытая в 1946 году, соединялась с главной линией на Спин-Бридж. Было высказано предположение, что конечная цель была той же, что и у BLR, — добраться до Инвернесса, хотя от попытки отказались. В 2009 году Джеймс Мэй попытался побить самый длинный рекорд в масштабе OO.

## Маршрут
Маршрут начинался в Двойном шлюзе Корпах недалеко от Форт-Уильяма и пролегал по Грейт-Глен-Уэй мимо Форт-Огастуса в Инвернесс, заканчиваясь в замке Инвернесс. Путь и инфраструктура были приподняты над землёй, и от линии осталось мало следов.
На выходе из двойного шлюза Корпах, путь шел по южному берегу Каледонского канала примерно на милю до паромного понтона в Банави. Требовалась паромная переправа под автомобильным и железнодорожным мостами к первому шлюзу Лестницы Нептуна. Маршрут пролегал по южному берегу канала до Гэрлоши, а затем переходил на северный берег. Следуя по северному берегу Лох-Лохи через извилистую и сложную местность и лес, линия, наконец, достигала хорошего участка перед рекой Аркейг. Пройдя почти десять миль хорошей скоростной трассы, линия пересекала южный берег у шлюзов Лагган по ферменному мосту. Линия соединилась с путем железной дороги Инвергарри и Форт-Огастус через туннель (озеро) Лох-Ойч и пролегала вдоль береговой линии, чтобы пересечь Календонский канал по разводному мосту Аберчалдера. Последовали пять миль быстрой прямой трассы до форта Огастус, включая пересечение впечатляющего виадука Аберчалдер-Спилуэй. После форта Августа линия выходила на холмистую и гористую местность. Эстакадный мост каньона Инчнакардон вёл к горе Инч, на которую поезд поднимался с помощью противовесной железнодорожной системы. Обходя северо-западную сторону озера Лох-Несс прежде чем обогнуть гору Срон-на-Муик (рыло свиньи), линия спускалась в Инвермористон. Зигзаг на горе Инвермористон был преодолён с помощью систем железнодорожных лебёдок, затем линия пролегала вдоль озера Лох-Несс, а затем спускалась в Драмнадочит. Первоначальная система зубчатых рельс, использовавшаяся для подъёма на Креаг-Ней, была отброшена, и поезду пришлось помогать с помощью временных лебедок. Ещё десять миль, в основном вдоль озера Лох-Несс, приблизили линию к пруду Мак-Грюера, где на горизонте появился город Инвернесс. Линия спускалась мимо лечебницы к спиральному подъёму, по которой она поднималась к тропе вдоль канала. Линия, наконец, прошла через острова Несс перед последней милей до конечной станции в Замке Инвернесс.

## Инженерия
Железная дорога BLR должна была преодолевать препятствия в виде каналов, полей, троп, озёр, перепадов, гор, холмов и препятствий.

### Основные проблемы

#### Путь
Обычная трасса стоила около 7 фунтов стерлингов за метр, что делало 70 миль невыполнимыми только с точки зрения затрат. Без жизнеспособного решения по путям проект не запустился бы. Поступило предложение проштамповать пути. Это означало, что 32 тонны переработанного ПВХ можно было протолкнуть через станок для 40 000 прямых и кривых, что решило проблему экономически и эффективно, и позволило схеме выйти за рамки стадии идеи.

#### Банави Бриджес
Железная дорога BLR преодолела препятствия в виде поворотного железнодорожного моста на главной линии, за которым последовала переправа в Банави, за счет строительства и эксплуатации вышки и железнодорожного парома для помощи в преодолении водной преграды.

#### Пересечение канала Лагган Шлюз
Железная дорога должна была пересечь канал в Лаггане 57,033 ° с. ш., 4,813 ° з.д. На дороге A82 в этом месте используется поворотный мост, и было решено, что Самая длинная маленькая железная дорога в мире не будет его использовать. Решением было использование ферменного моста. Позже мост был повторно использован на отрезке пути в Caledonian Helix.

#### Аберчалдерский водосброс
Пересечение водосброса Аберчалдер 57,095366 ° с. ш. 4,741556 ° з. д., который был соединен 60-метровым (200 футов) виадуком. Команда была возмущена, когда Дик Стробридж настоял на том, чтобы для культового перехода использовался вспомогательный аккумуляторный тепловоз Little John.
Изначально в проекте этот объект назывался бродом или плотиной , тогда как водосброс кажется более правильным, поскольку плотина находилась дальше на юго-запад.

#### Каньон Инчнакардоч
Железная дорога столкнулась с трудностями при преодолении пропасти над каньоном Инчнакардох 57 ° 09′14 ″ с. ш. 4 ° 41′03 ″ з.д. к северу от форта Август. На Грейт-Глен-Уэй вокруг этого объекта использовалась пешеходная дорожка, непригодная для железной дороги. Подвесной мост не подходил, так как между точками входа и выхода требовалась кривая. Неровные контуры земли усугубляли проблему. В качестве решения был выбран эстакадный мост. Рельсовое полотно было прикреплено к ряду собранных на заказ А-образных рам, обеспечивающих большую прочность при минимальном количестве дерева. Точки входа и выхода находились на разных уровнях с плавным уклоном. Строительная бригада использовала Принцип Архимеда и длинную прозрачную трубку, заполненную жидкостью, чтобы установить исходную высоту в любых двух точках на участке, чтобы можно было рассчитать постоянный градиент. Когда строительство шло полным ходом, было обнаружено, что для выхода потребуется поворот слишком крутого радиуса, чтобы поезд мог вписаться в него. Решение состояло в том, чтобы продлить мост дальше до другой точки, где на выходе можно было бы получить подходящую кривую. Получившаяся конструкция представляла собой изогнутый в обратном направлении деревянный поворотный эстакадный мост длиной 905 дюймов (23,0 м), который оказался способным выдержать даже человека весом 65 кг (143 фунта). Локомотив Silver Lady успешно преодолел мост благодаря осторожному вождению Энди, хотя отсутствие парапета могло иметь катастрофические последствия в случае схода паровоза с рельсов.

#### Дюймовая гора
Дюймовая Гора — это название на железной дороге BLR для восхождения на Грейт-Глен-Уэй на высоту в лесу Инчнакардоч. 57°09′14″N 4°41′03″W Наклон превышает даже 17 % максимально возможного уклона для преодоления локомотивом Silver Lady. Поскольку маршрут можно было разделить на небольшое количество относительно прямых участков, было выбрано противовесное железнодорожное решение. Это форма канатной дороги, в которой поезд почти одинакового веса спускается по параллельному пути, прикрепленному тросом через шкив в верхней части подъёма. В этой реализации родственный локомотив Silver Lady II использовался в качестве противовеса, и локомотивы достигли достаточного сцепления, чтобы поднять Silver Lady по склонам.

#### Гора Инвермористон
Задача на горе Инвермористон 57°13′03″ с. ш. 4°36′24″ з. д. заключалась в том, чтобы преодолеть серию зигзагообразных уклонов. Выбранное решение состояло в том, чтобы построить лебедку с ручным приводом, которую можно было бы прикрепить к локомотиву с помощью троса. Команда путеукладчиков нашла эффективный метод строительства пути на этом участке, путём спуска блоков путей сверху со склона с помощью квадроциклов, на которых они передвигались. Это позволило путеукладчикам просто соединять секции пути наверху в сидячем положении и под действием силы тяжести спускать рельсы вниз по склону. На практике лебедочная система оказалась очень эффективной.

#### Креаг Нэй
При восхождении на Creag Nay 57°22′N 4° 25′W возникли проблемы с извилистыми трассами, плохой местностью и крутыми подъёмами. Было решено, что зубчато-реечная система будет наиболее эффективной. Гибкий зубчатый ремень надевался на деревянный шест, приклеенный к центру пути. Он связан с зубчатым колесом, установленным на оси Silver Lady. Строительные работы завершились успешно, хотя влажные климатические условия мешали клею. Испытания с поставленным зубчатым колесом прошли успешно, но, к сожалению, до того, как прошел первый поезд, испытаний с настоящим локомотивом не проводилось. При эксплуатационных испытаниях было обнаружено, что, хотя локомотив успешно поднимался по уклону, центральный зубчатый ремень был установлен слишком высоко, что означало, что локомотив не опирался должным образом на оба рельса и имел крайнюю склонность к опрокидыванию. Поэтому ремень был разорван, и для помощи локомотиву в подъёме по склону использовалась импровизированная система лебедки на основе электродрели.

#### Каледонская спираль
В том месте, где Грейт-Глен-Уэй соединяется с Каледонским каналом на окраине Инвернесса, в ограниченном пространстве был почти вертикальный подъём на 5 метров (16 футов). Проблема была решена с помощью спиральной петли, соответствующей минимальному радиусу поворота локомотива Silver Lady в 2 фута и ограничению максимальным уклоном 8 %. Решение также повторно использовалось для ферменного моста для перехода через канал Laggan Locks.

## Подвижной состав
(Все локомотивы построены и поставлены производителем садовых железных дорог Roundhouse Engineering Co Ltd)
Локомотив класса Silver Lady был модернизированной версией паровоза Класса Lady Anne, но с подрессоренным шасси, системой доливки воды и другими усовершенствованными деталями.

#### Паровоз Silver Lady
Silver Lady завершила пробег из Форт-Уильяма в Инвернесс, в то время как Little John заменил её на нескольких участках.

#### Паровоз Silver Lady II
Для поддержки использовался дополнительный локомотив класса Silver Lady. Он был оснащен колесами с рисунком, необходимыми для экстремальных подъёмов. Помимо использования на подъёме с противовесом, он использовался в качестве вспомогательного локомотива на участках подъёма в гору и там, где требовался срочный ремонт основного локомотива.

### Класс локомотивов Lady Anne
Класс локомотивов Lady Anne представил собой классический дизайн и он был предшественником класса паровозов Silver Lady.

#### Паровоз Lady Anne
Паровоз Lady Anne использовался для обучения и тестирования машинистов в главном депо. Он также участвовал в испытаниях прототипа паровоза Caledonian Helix и заменял Silver Lady на фотосессии виадука Aberchalder.

### Класс локомотивов Little John
Класс локомотивов Little John представляет собой аккумуляторный локомотив с индексом колёс 0-4-0, созданный по образцу маневрового тепловоза.

#### Тепловоз Little John
Тепловоз Little John жёлтого цвета был лидером класса, который заменял паровоз Silver Lady , когда он проходил обслуживание или когда паровозные инженеры не были доступны во время более длительных ночных перегонов. Little John также участвовал в специальных опциях, таких как видеосъемка на линии от лица машиниста локомотива.

#### Тепловоз James
Этот тепловоз класса Little John серого цвета использовался для испытаний подпорки каньона Инчнакардок.

### Вагонный подвижной состав
Вагонный состав в стиле «под дерево» использовался только на отрезке недалеко от Форт-Уильяма. По крайней мере, один вагон построил волонтер Пол. Вагоны могли перевернуться ветром, и весь поезд упал бы на бок. Дополнительные балластные грузы, размещенные под одним вагоном, могли способствовать смещению оси и выходу вагона из строя.

## Работы
Вспомогательный персонал, необходимый для реализации проекта и работы поезда, означал, что общее количество задействованных людей, не считая волонтеров из местного сообщества, составляло примерно 171 человек.

### Укладка пути
Перед бригадами путеукладки стояла задача прокладывать в среднем 5 миль (8,0 км) пути каждый день.

### Железнодорожные перевозки
Первоначальная схема заключалась в том, чтобы разделить управление локомотивом между добровольцами, однако, поскольку локомотив Silver Lady начал критически отставать от графика, было сочтено необходимым преимущественно использовать команду высшего звена, состоящую из опытных людей, умеющих управлять мини-паровозами, которые могли управлять локомотивом плавно и эффективно. Сюда входили Энди, профессиональный машинист поезда, любитель моделей железных дорог и машинист-добровольец на железной дороге Северн-Вэлли, и Кэмерон, инженер-амбассадор, выпускник колледжа Сент-Хеленс, машинист миниатюрных паровозов и основатель собственного бизнеса по реставрации инженерных сооружений с 17 лет.

## Расписание поездов
По самой большой маленькой железной дороге в мире была совершена только одна поездка, и, хотя поезд задерживался в пути, но прибыл в замок Инвернесс примерно вовремя.

## Инциденты
При строительстве и эксплуатации железной дороги произошел ряд происшествий:
- Многочисленные сходы с рельсов[1].
- Железнодорожный-паром опрокинулся при пересечении первого шлюза на Лестнице Нептуна.
- Масштабное нападение мошек из-за того, что около Лочабера количество мошек превышает нормативы на 49 миллиардов[17].
- Деформация пути из-за температурного расширения[5].
- Потеря последнего работающего квадроцикла в Каледонском канале[3].
- Два серьёзных инцидента с сухим котлом, когда котел был пуст, а тепло всё ещё использовалось[как?] неконтролируемыми бригадами стажёров[что?], один сразу после Анчнакарри и один после Форта Огастус. Это может ослабить[что?] или необратимо повредить котёл, и может потребоваться два-три часа, чтобы безопасно дать локомотиву остыть и вернуться к работе после такого инцидента[13].

## Здоровье и безопасность
Здоровье и безопасность были главным приоритетом в проекте.

## Телесериал
Проект был записан и поддержан одноимённой телепрограммой. Британский Канал 4 поручил продюсерской компании Love Productions выпустить сериал.